# 白石市立南中学校
白石市立南中学校（しろいししりつ みなみちゅうがっこう）は、宮城県白石市にあった公立中学校。

## 教育目標
- ゆたかさ、確かさ、たくましさ[1]

## 沿革
- 1957年（昭和32年）7月11日 - 白石市立越河中学校と白石市立斎川中学校を統合して開校[1]
- 2008年（平成20年）9月7日 - 校舎の老朽化により、現在地に新校舎を建設・移転[1]
- 2019年（平成31年）3月31日 - 白石中学校と統合し、閉校[2]

## 学区
- 白石市立越河小学校、白石市立斎川小学校学区[3]